# نیروی پلیس سلطنتی سنت وینسنت و گرنادین‌ها
نیروی پلیس سلطنتی سنت وینسنت و گرنادین‌ها نیروی پلیس ملی سنت وینسنت و گرنادین‌ها است که در سال ۱۹۹۹ تأسیس شد. فرمانده‌ی نیروها کالین جان  است که ۶۹۱ افسر پلیس و کارمندان غیرنظامی در ۲۳ ایستگاه پلیس  تحت امر او هستند. این مجموعه نیروی پلیس به جمعیت ۱۰۹۰۰۰ نفری جمعیت ساکن در سنت وینسنت و گرنادین‌ها خدمت می‌کند.
نیروی پلیس سلطنتی سنت وینسنت و گرنادین‌ها دو نیروی شبه‌نظامی دارد: واحد خدمات ویژه و گارد ساحلی؛ هر دو مسئول امنیت داخلی هستند. دفاع از مرزها برعهده سیستم امنیت منطقه‌ای است. همچنین یک سازمان غیر پلیسی تحت فرماندهی آتش‌نشانی پلیس سلطنتی سنت وینسنت و گرنادین‌ها وجود دارد که در حال حاضر توسط بازرس جوئل جیمز  هدایت می‌شود.